# تسیهومبه (بخش)
تسیهومبه (به لاتین: Tsihombe) یک منطقهٔ مسکونی در ماداگاسکار است که در آندروی واقع شده‌است.